# Андрос (город)
А́ндрос (греч. Άνδρος) — приморский портовый малый город в Греции. Расположен на высоте 33 м над уровнем моря, на восточном побережье острова Андрос в архипелаге Киклады, на берегу бухты Кастрон Эгейского моря. Административный центр общины Андрос в периферийной единице Андрос в периферии Южные Эгейские острова. Население 1428 человек по переписи 2011 года.
Руины древнего города Андрос находятся близ деревни Палеополис на западном берегу острова.
К северо-западу от современного Андроса и Палеополиса находится деревня Гаврион, на берегу одноимённой бухты. Андрос, Палеополис и Гаврион связаны единственной дорогой на острове.

## Сообщество Андрос
Сообщество Андрос (Κοινότητα Άνδρου) создано в 1912 году (ΦΕΚ 261Α). В сообщество входит четыре населённых пункта. Население 1665 человек по переписи 2011 года. Площадь 11,3 квадратных километров.
| Населённый пункт | Население (2011), человек |
| ---------------- | ------------------------- |
| Андрос           | 1428                      |
| Врахнос          | 36                        |
| Ливадия          | 172                       |
| Меса-Хорион      | 29                        |

## Население
| Год  | Население, человек |
| ---- | ------------------ |
| 1991 | 1574               |
| 2001 | 1567               |
| 2011 | ↘ 1428             |